# Ronde van Madrid 2011
De Ronde van Madrid 2011 was de 25e editie van deze wielerwedstrijd die als meerdaagse koers werd verreden in de Autonome Regio Madrid in Spanje. Het algemeenklassement en het puntenklassement werden gewonnen door de Portugees Rui Costa, Walter Pedraza won het bergklassement en Miche-Guerciotti het ploegenklassement. Deze wedstrijd maakt deel uit van de UCI Europe Tour 2011. 

## Etappe-overzicht
| Etappe    | Datum | Start      | Finish                | afstand     | Winnaar              | Ploeg             | Leider               |
| --------- | ----- | ---------- | --------------------- | ----------- | -------------------- | ----------------- | -------------------- |
| 1e etappe | 7 mei | Madrid     | Madrid                | 7,8 km (IT) | Jonathan Castroviejo | Euskaltel-Euskadi | Jonathan Castroviejo |
| 2e etappe | 7 mei | Coslada    | Coslada               | 84,8 km     | Enrique Sanz         | Team Movistar     | Jonathan Castroviejo |
| 3e etappe | 8 mei | Alcobendas | Puerto de la Morcuera | 117,9 km    | Giovanny Báez        | EPM-UNE           | Rui Costa            |